# Pitivi
Pitivi (dříve psaný jako PiTiVi) je svobodný nelineární video editor uvolněný pod licencí GNU Lesser General Public License, vyvinutý firmou Collabora a přispěvateli z celého světa. Pitivi je navržen tak, aby byl intuitivní a dobře se integroval do prostředí GNOME. Využívá multimediální framework GStreamer. Je k dispozici pro operační systém Linux. 